# Flamesman1
Simon Skjødt Langhoff (født 15. december 1995) er en dansk børneskuespiller og YouTuber, der under aliasset Flamesman1 driver YouTube-kanalen under samme navn, der per 2024 har 209.000 abonnenter. Her er han primært kendt for sine comedy-indslag og fra børnebøgerne Bamser, Bomber & Brødristere og Niki Topgaard & Vennerne, skrevet i samarbejde med kollegaen, Niki Topgaard. Langhoff og Topgaard udgav 18. november 2021 en Blu-ray-samling af deres bedste komedier, Den Store Samling, i samarbejde med Nordisk Film. 
I samarbejde med forlaget Silhuet samt forfatteren og illustratoren Mads Ellegård Skovbakke udgav Simon Langhoff fredag den 20. maj 2022 sin debutbog og -tegneseriefortælling, Flamesman1 – Doktor Skum. Tegneserien er baseret på universet omkring Simon Langhoff som superhelten Flamesman1 og tager udgangspunkt i, hvordan Flamesman1 som superhelt får superkræfter og skal bekæmpe skurken Doktor Skum. Han mest populære video på YouTube, er “Piloterne - afsnit 2”. Den har cirka 3,4 mio. visninger. 
Privat danner Simon par med danske musiker og sangerskriver Maria Kjær, der under kunstnernavnet Riyah har udgivet punk-rock siden år 2023. Parret offentliggjorde deres civilstatus den 1. august på 2022 på Facebook. Efterfølgende har Maria været medvirkende i nogle af Simons YouTube-videoer som gæsteoptræden. Parret flyttede sammen i 2023 og har fælles sammen hunden Pasta, som er af racen Malteser. Den 24. Januar 2024. Offentliggjorde parret på Instagram, at de venter deres første barn senere samme år.

## Opvækst og uddannelse
Simon er født i Hillerød i Nordsjælland, hvor han havde sin opvækst. Simon gik i folkeskole på Hillerødsholmskolen fra 0. til 10. klasse i 2002-2012, hvor han efterfølgende afsluttede et grafisk forløb på 1 år inden for medie og grafik hos FGU Nord (tidligere Medieskolen Lyngby).[kilde mangler]

## Udgivelse af musik
Som et ekstra led i hans YouTube-karriere, har Simon i flere forbindelser benyttet sig af hans tilknytning til musik og forbundet det med komiske indslag, også ret professionelt – heraf blandt andet kampagner for Toldstyrelsen som med titlen “PRISCHOK”, der med produktion af Platinmand, sætter fokus på de nye momsregler som omhandler handel på Internettet uden for EU. Med andre komiske sange og parodier på sange, er der blandt andet at nævne titler så som “Cola 24/7” med Niki Topgaard og Chief 1, “Se Mig Nu” med Gulddreng samt Blæstegnen med Tessa og Orgi-E. 
Udvalgte titler er udgivet på platforme som Spotify og iTunes. 
| År   | Titel             | Produceret af   | Skrevet af                                             |
| ---- | ----------------- | --------------- | ------------------------------------------------------ |
| 2021 | Prischok          | B.J Sound Beats | Bojan Rusitovic, Kasper, Buhl Jakobsen, Simon Langhoff |
| 2022 | Jeg Kan Ikke Sove |                 | Kasper, Buhl Jakobsen, Simon Langhoff                  |
| 2022 | Slå Op Sangen     |                 | Simon Langhoff                                         |
| 2022 | JAKKEN            |                 | Nicolas Brun Møller, Simon Langhoff                    |

## Filmografi
Langhoff har medvirket i en kort række af kortfilm og tv-serier, og udover sit skuespil har Langhoff også bidraget til special effects til kortfilm og tv-serier.
| År        | Titel               | Rolle/Job       | Note(r)                         |
| --------- | ------------------- | --------------- | ------------------------------- |
| 2008      | Sommer              | Birolle         |                                 |
| 2013      | Julens Søde Samler  | Kinematograf    | Kinematograf                    |
| 2013      | Kampen mod mit sind | Special Effects | Special Effects og kinematograf |
| 2015      | Familiens ære       | Special Effects |                                 |
| 2021      | Den Store Samling   | flamesman1      | Blu-ray og -film udgivelse      |
| 2022-2023 | Helt Ny             | flamesman1      | Ungdomsserie på DR Ultra        |